# عمر بن عبد اللطيف آل الشيخ
عمر بن عبد اللطيف بن عبد الرحمن آل الشيخ (1284 هـ-1365 هـ,1867-1946) عالم دين سعودي، اسمه عمر بن عبد اللطيف بن عبد الرحمن بن حسن ابن الشيخ محمد بن عبد الوهاب.

## نسبه
الشيخ عمر من أسرة آل الشيخ المشهورة وهم من آل مشرف عشيرة من المعاضيد من فخذ آل زاخر الذين هم بطن من الوهبة من بني حنظلة من قبيلة بني تميم.

## ولادته نشأته
ولد عمر بمدينة الرياض سنة 1284هـ/1867م. ونشأ تحت رعاية والده عبد اللطيف بن عبد الرحمن بن حسن آل الشيخ، وحفظ القرآن، ثم شرع في قراءة وتعلم العلم على أخيه الأكبر عبد الله ابن عبد اللطيف ال الشيخ.

## حياته العملية
لما استولى الملك عبد العزيز على مدينة الرياض سنة 1319هـ وأخذ في توحيد الجزيرة العربية غزا معه عمر عدة غزوات، ولما توفي أخوه الشيخ عبد الله ابن الشيخ عبد اللطيف سنة 1339 هـ ولاه الملك عبد العزيز خطابة جامع الرياض الكبير وصلاة العيدين خلفا لأخيه واستمر في خطابة الجامع وصلاة العيدين إلى أن أسن وضعف جسمه.

## وفاته
توفي عمر بن عبد اللطيف ال الشيخ سنة 1365هـ/1946م بمدينة الرياض، وصلي عليه بمسجد الجامع الكبير، ودفن في مقبرة العود.